# Erebochlora ruficostaria
Erebochlora ruficostaria là một loài bướm đêm trong họ Geometridae.